# 天主教科農戈-曼龐教區
天主教科農戈-曼龐教區（拉丁語：Dioecesis Konongensis-Mampongana）是加納一個羅馬天主教教區，屬庫馬西總教區。
教區成立於1995年3月3日，包括阿散蒂地區東部，教座位於曼龐。2007年有教友72,145人（佔轄區總人口7.1%）、廿九個堂區、七十九名司鐸。現任教區主教為若瑟·奧塞-邦蘇。